# Boss Open 2022
Il Boss Open 2022 è stato un torneo di tennis che si è giocato su campi in erba all'aperto, facente parte della categoria ATP Tour 250 nell'ambito dell'ATP Tour 2022. È stata la 44ª edizione del torneo e si è giocato presso il Tennis Club Weissenhof di Stoccarda, in Germania, dal 5 al 12 giugno 2022.

## Partecipanti al singolare

### Teste di serie
| Nazionalità | Giocatore           | Ranking* | Testa di serie |
| ----------- | ------------------- | -------- | -------------- |
| Grecia      | Stefanos Tsitsipas  | 4        | 1              |
| Italia      | Matteo Berrettini   | 10       | 2              |
| Polonia     | Hubert Hurkacz      | 13       | 3              |
| Canada      | Denis Shapovalov    | 15       | 4              |
| Georgia     | Nikoloz Basilašvili | 24       | 5              |
| Italia      | Lorenzo Sonego      | 35       | 6              |
| Kazakistan  | Aleksandr Bublik    | 42       | 7              |
| Francia     | Ugo Humbert         | 45       | 8              |

* Ranking al 23 maggio 2021.

### Altri partecipanti
I seguenti giocatori hanno ricevuto una wild card per il tabellone principale:
- Stefanos Tsitsipas
- Feliciano López
- Jan-Lennard Struff

I seguenti giocatori sono entrati nel tabellone principale passando dalle qualificazioni:

- Dominic Stricker
- Radu Albot
- Christopher O'Connell
- Jurij Rodionov

### Ritiri
Prima del torneo
- Lloyd Harris → sostituito da  Daniel Altmaier
- Sebastian Korda → sostituito da  João Sousa
- Reilly Opelka → sostituito da  Jiří Lehečka
- Holger Rune → sostituito da  Denis Kudla

## Partecipanti al doppio

### Teste di serie
| Nazione   | Giocatore      | Nazione       | Giocatore     | Ranking* | Testa di serie |
| --------- | -------------- | ------------- | ------------- | -------- | -------------- |
| Germania  | Tim Pütz       | Nuova Zelanda | Michael Venus | 30       | 1              |
| Australia | John Peers     | Slovacchia    | Filip Polášek | 31       | 2              |
| Polonia   | Hubert Hurkacz | Croazia       | Mate Pavić    | 39       | 3              |
| Francia   | Fabrice Martin | Germania      | Andreas Mies  | 77       | 4              |

* Ranking al 23 maggio 2022.

### Altri partecipanti
Le seguenti coppie hanno ricevuto una wildcard per il tabellone principale:
- Dustin Brown /  Evan King
- Petros Tsitsipas /  Stefanos Tsitsipas

### Ritiri
Prima del torneo
- Aleksandr Bublik /  Holger Rune → sostituiti da  Aleksandr Bublik /  Nick Kyrgios
- Santiago González /  Andrés Molteni → sostituiti da  Jonathan Erlich /  Aslan Karacev
- Kevin Krawietz /  Andreas Mies → sostituiti da  Fabrice Martin /  Andreas Mies
- Nikola Mektić /  Mate Pavić → sostituiti da  Hubert Hurkacz /  Mate Pavić

## Campioni

### Singolare
Matteo Berrettini ha sconfitto in finale  Andy Murray con il punteggio di 6-4, 5-7, 6-3.
- È il sesto titolo in carriera per Berrettini, il primo in stagione.

### Doppio
Hubert Hurkacz /  Mate Pavić hanno battuto in finale  Tim Pütz /  Michael Venus con il punteggio di 7–6(3), 7–6(5).